# Борумлака (Бихор)
Борумлака (рум. Borumlaca) насеље је у Румунији у округу Бихор у општини Суплаку де Баркау. Oпштина се налази на надморској висини од 236 m.

## Становништво
Према подацима из 2002. године у насељу је живело 944 становника.

### Попис2002.
| Расподела становништва по националности 2002.‍ | Расподела становништва по националности 2002.‍ | Расподела становништва по националности 2002.‍ | Расподела становништва по националности 2002.‍ | Расподела становништва по националности 2002.‍ |
| --------------------------------------------- | --------------------------------------------- | --------------------------------------------- | --------------------------------------------- | --------------------------------------------- |
|                                               |                                               |                                               |                                               |                                               |
| Румуни                                        | Румуни                                        |                                               | 459                                           | 48,7%                                         |
| Мађари                                        | Мађари                                        |                                               | 5                                             | 0,5%                                          |
| Роми                                          | Роми                                          |                                               | 333                                           | 35,3%                                         |
| Словаци                                       | Словаци                                       |                                               | 146                                           | 15,5%                                         |